# Текстильная промышленность Кубы
Текстильная промышленность Кубы является одной из отраслей экономики Кубы.

## История
Населявшие остров оседлые племена индейцев занимались ткачеством ещё до появления на Кубе испанских конкистадоров.
Развитие текстильной промышленности (в виде кустарных ремесленных мастерских) на острове началось в колониальные времена.
Так как в XVII—XVIII вв. Куба служила перевалочным пунктом на пути из Испании в её южноамериканские колонии, важное значение имело производство парусины для парусных кораблей.
После того, как испанскими колонистами на полуострове Юкатан было освоено производство изделий из листьев хенекена, а канаты из хенекена начали использовать в испанском флоте, выращивание хенекена и выработка изделий из него (верёвок, канатов, мешковины и других грубых тканей) начались и на Кубе.
После начала войны за независимость испанских колоний в Южной Америке в начале XIX века Испания пошла на существенные уступки кубинцам в торгово-экономической сфере, и в 1818 году — предоставила право свободной торговли, что способствовало развитию экономики и местной промышленности на острове.
Итальянский изобретатель Антонио Меуччи, в 1835—1850 гг. живший на Кубе и изучавший явления, связанные с электричеством в конце 1830х годов по поручению командующего испанскими войсками на острове генерала Леопольдо О’Доннела (обеспокоенного тем, что во влажном тропическом климате металлические пуговицы на униформе солдат, оружие и другие металлоизделия быстро ржавели) предложил использовать для антикоррозионной защиты металлических предметов (в том числе, пуговиц) технологию гальваностегии.
В 1891 году между США и Испанией был заключён торговый договор, в результате которого влияние США на экономику Кубы существенно усилилось.

### 1898—1958
В 1898 году, после окончания войны за независимость Куба перешла под контроль США (американская оккупация острова продолжалась до 20 мая 1902 года). В декабре 1898 года оккупационные власти США снизили таможенные тарифы на ввозимые из США товары и установили обращение доллара США наравне с кубинской валютой (что способствовало импорту готовых изделий из США и осложнило развитие местной промышленности). В 1903 году была принята «поправка Платта», разрешавшая США вводить на Кубу войска без санкции со стороны правительства. Таким образом, Куба была фактически превращена в полуколонию США.
29 мая 1934 года «поправка Платта» была отменена, но на территории Кубы осталась американская военная база Гуантанамо, а уже в августе 1934 года между США и Кубой был подписан новый неравноправный торговый договор, закрепивший зависимость Кубы от США. После начала второй мировой войны в сентябре 1939 года торгово-экономические отношения с Европой оказались затруднены, влияние европейских стран на Кубу стало снижаться (а влияние США — увеличиваться). Вынужденное сокращение импорта текстиля стимулировало развитие кубинской промышленности, но после окончания войны в 1945 году местные производители начали проигрывать в конкурентной борьбе с компаниями США. В 1949 году текстильная промышленность Кубы работала на 50 % мощности.
В связи с импортом тканей, готовой одежды и иных текстильных изделий из США, к началу 1950х годов текстильная промышленность Кубы была слаборазвита (она насчитывала до 20 небольших промышленных предприятий и множество мелких кустарных мастерских, размещенных преимущественно в Гаване и её окрестностях). Текстиль кубинского производства изготавливался из импортного сырья.
После начала войны в Корее, во второй половине 1950 года положение текстильной промышленности Кубы ухудшилось из-за введенных правительством США мер по контролю за производством и распределением сырья. В результате, объёмы производства кубинской текстильной промышленности сократились и экономическая зависимость Кубы от США ещё более усилилась. В конце 1950 года кубинская текстильная промышленность работала примерно на 65 % своей мощности.
В 1958 году в текстильной и швейной промышленности было занято 30,8 тыс. человек; в стране было произведено 60 млн м² тканей (включая мешковину). Кроме того, выпускались шпагат и верёвочно-канатные изделия из хенекена.

### 1959—1991
После победы Кубинской революции в январе 1959 года США прекратили сотрудничество с правительством Ф. Кастро и стремились воспрепятствовать получению Кубой помощи из других источников. Власти США ввели санкции против Кубы, а 10 октября 1960 года правительство США установило полное эмбарго на поставки Кубе любых товаров (за исключением продуктов питания и медикаментов).
В результате, с начала 1960х годов правительство Кубы активизировало развитие текстильной промышленности, проходившее при содействии СССР и других социалистических государств.
7 июня 1967 года было создано министерство лёгкой промышленности Кубы (Ministerio de la Industria Ligera), в ведение которого передали вопросы текстильной промышленности.
В начале 1970-х годов за счёт собственного производства потребность в тканях и текстильных изделиях обеспечивалась на 50—60 %. В это время в стране действовали текстильные комбинаты в Бауте (на окраине Гаваны) и близ Артемисы (провинция Гавана), текстильные фабрики в Ольгине и Ремедьосе, швейные фабрики в Ольгине, Гуинесе и Ремедьосе, а также завод искусственного волокна в Матансасе. В 1970 году в стране было произведено 70 млн м² тканей.
12 июля 1972 года Куба вступила в Совет экономической взаимопомощи, и правительством Кубы была принята «комплексная программа социалистической экономической интеграции», в соответствии с которой началось внедрение стандартов стран СЭВ. С 1973 года экспорт кубинского сахара во всё больших размерах начали осуществлять без тары, что уменьшило потребность в упаковочных мешках и привело к сокращению производства мешковины.
В 1975 году в стране было произведено 145 млн м² тканей.
В 1977 году в стране было произведено 148,9 млн м² хлопчатобумажных тканей, 2,7 млн. м² шёлковых и полушёлковых тканей, а также 0,3 млн м² шерстяных тканей.
В 1979 году на Кубе действовали 15 текстильных предприятий, крупнейшими из которых были комбинат «Аригуанабо» в городе Баута, комбинат «Рубен Мартинес Вильена» в городе Алькисар провинции Гавана (2 тыс. работников), прядильная фабрика в городе Хибара провинции Ольгин и фабрика искусственной пряжи «Гонсало де Кесада» в городе Матансас.
В период с 1976 до 1980 года при содействии СССР были реконструированы семь текстильных предприятий Кубы. В 1979—1980 гг. был введён в строй хлопчатобумажный комбинат в городе Санта-Клара. В результате, в 1980 году в стране было произведено 159 млн м² тканей.
В 1983 году был введён в строй хлопчатобумажный комбинат в Сантьяго-де-Куба.
По состоянию на 1984 год, предприятия текстильной промышленности работали в основном на привозном сырье. Основной отраслью текстильной промышленности являлась хлопчатобумажная промышленность, а главным видом выпускаемой продукции — хлопчатобумажные ткани, их производили несколько крупных фабрик в городах в провинции Гавана (Гавана, Матансас, Баута, Алькисар и Гуинес), а также фабрика в Хибаре (на севере провинции Ольгин), комбинат в городе Санта-Клара и комбинат «Celia Sánchez Manduley» в городе Сантьяго-де-Куба.
Основное производство грубых тканей, мешковины и иных изделий из хенекена и кенафа было сосредоточено в городе Матансас. Часть изделий из хенекена экспортировалась.
В 1985 году при содействии ГДР в провинции Гавана была построена и введена в эксплуатацию трикотажная фабрика.
В 1986 году в стране было произведено 182,6 млн. м² хлопчатобумажных тканей, 30,8 млн шт. бельевого трикотажа и 6,8 млн шт. верхнего трикотажа.
В 1987 году было завершено строительство ещё одной текстильной фабрики. В результате, в 1987 году объём валовой продукции текстильной и трикотажной промышленности увеличился — тканей всех видов было выпущено 258 млн. м² (117 % к уровню 1986 года).

### После 1991
Распад СССР и последовавшее разрушение торгово-экономических и технических связей привело к ухудшению состояния экономики Кубы в период после 1991 года. Правительством Кубы был принят пакет антикризисных реформ, введён режим экономии.
В октябре 1992 года США ужесточили экономическую блокаду Кубы и ввели новые санкции (Cuban Democracy Act). Вслед за этим, Китай начал предоставление помощи текстильной промышленности Кубы (в частности, из КНР начались поставки тканей для пошива школьной формы).
12 марта 1996 года конгресс США принял закон Хелмса-Бёртона, предусматривающий дополнительные санкции против иностранных компаний, торгующих с Кубой. Судам, перевозящим продукцию из Кубы или на Кубу, было запрещено заходить в порты США.
В сложившихся условиях активизировалась производственная кооперация Кубы с КНР (откуда импортируется искусственное волокно, красители и иное сырьё для кубинской текстильной промышленности). Для производства хлопчатобумажных тканей Куба по-прежнему импортирует хлопок на сумму около 10 млн долларов в год (в основном из Индии, Турции и КНР).

## Дополнительная информация
- в 1975 году на Кубе была выпущена почтовая марка «Текстильная промышленность» («Desarollo de la industria textil») номиналом 13 песо.